# المعهد العالي للفنون الجميلة بسوسة
المعهد العالي للفنون الجميلة بسوسة هو إحدى المؤسسات العليا التابعة لجامعة سوسة، وقد أحدث بمقتضى الأمر عدد 2000-1189 المؤرخ في 30 ماي 2000. وهو مؤسسة عمومية ذات صبغة إدارية تتمتع بالشخصية المدنية والاستقلال المالي.

تعليق

## أرقام
طبقا لأرقام السنة الدراسية 2007-2008 يدرس بها 1940 طالبا من بينهم 1334 طالبة.

## الشعب
تتوزع الدراسة في المعهد العالي للفنون الجميلة بسوسة على الشعب التالية:
- فنون وحرف : علوم الرسم، تصميم داخلي، تصميم وتصوير عن طريق الحاسوب، سينوغرافيا تشكيلية، تصميم المنتوج
- فنون تشكيلية: رسم زيتي، نحت، حفر، خزف، فنون وسائطية
- المرحلة الثالثة: فنون الفرجة، فنون تشكيلية

## وصلات خارجية
- موقع المعهد العالي للفنون الجميلة بسوسة.